# Слава Пшибильська
Станісла́ва Пшиби́льська-Кшижано́вська (пол. Staniława Przybylska-Krzyżanowska; *2 листопада 1932, Межиріччя, Більський повіт, Люблінське воєводство, Польща) — польська естрадна співачка.

## Біографія
Слава Пшибильська народилася в сім'ї Юзефа і Маріанни Пшибильських. Після Другої світової війни виховувалася в інтернаті, що в Кшешовіце. Закінчила Об'єднання державних художніх шкіл імени Войцеха Ґерсона у Варшаві. Потім вивчала зовнішню торгівлю в Головній школі закордонної служби. Уже під час навчання Слава Пшибильська виступала на любительському рівні, а на вищій сцені дебютувала наприкінці п'ятдесятих років двадцятого століття. У 1956-му виступала у Студентському театрі сатириків, згодом співпрацювала з Центральним клубом студентів Варшавської політехніки «Стодола».1957 року Слава Пшибильська разом із Галиною Куніцькою, Ганною Рек і Людмилою Якубчак взяла участь у конкурсі Польського радіо й посіла перше місце. Здобула популярність у 1958-му піснею «Пам'ятаєш, була осінь» (Pamiętasz była jesień), продублювавши голос кіноактриси у фільмі Войцеха Гаса «Прощання» (Pożegnania, 1958). 1961 року на І Міжнародному фестивалі польської пісні в Сопоті Слава Пшибильська посіла друге місце в конкурсі польської пісні, виконавши «Gdy kwitną czereśnie» (J. Gert — T. Śliwiak) — «Коли квітнуть черешні», «Jeszcze dziś» (J. Gert — T. Śliwiak) — «Ще сьогодні» і «Kuglarze» (H. Klejne — T. Urgacz) — «Фокусники».
В репертуарі Пшибильської є пісні мовою їдиш, зокрема «Мвстечко Белз» («Miasteczko Bełz»). 1960 року співачка озвучила пісню «Пост військовополонених» («Kriegsgefangenenpost») для фільму «Зизооке щастя» («Zezowate szczęście»). Запис пісні («Хвилини надії») («Minuty nadziei») зберігається в Музеї Голокосту (США).
Пісні у виконанні співачки транслювали Польське радіо і Польське телебачення, а також телеканали в Празі, Москві, Тбілісі, Братиславі та Нью-Йорку.
1992 року Пшибильська взяла участь у берлінському фестивалі «Жінка в єврейських піснях».
У 1976—1978 та 1982—1987 роках Пшибильська виступала в театрі «Рампа» (до 1987 року). Крім того, співпрацювала з варшавськими театрами СТС, «Стара порохова вежа» (1974—1981), «Сирена», «Буффо», «Єврейський театр», а також із Театром опольського краю в Ополе.
2017 року з ініціативи Яна Кшижановського вийшла автобіографічна книжка Слави Пшибильської «Радісний сум минущості» («Radosny smutek przemijania». — Imprint, 2017, 202 s., ISBN 978-83-64299-57-5).
1974 року співачка одержала Золоту Відзнаку за заслуги для Варшави. 1979-го — Золотий Хрест Заслуги. У 2000 році її надали звання заслуженого діяча культури.
10 квітня 2000 року президент Польщі Александр Квасневський нагородив Славу Пшибильську Офіцерським хрестом Ордена відродження Польщі — за видатні заслуги в творчості, у студентському русі та з нагоди 50-річчя Спілки польських студентів.
У 2012-му, з нагоди 80-ліття від дня народження i 55-ліття мистецької праці, співачка одержала пам'ятну медаль «Pro Masovia».
2015 року Слава Пшибильська стала лауреаткою «Діамантового мікрофону».
Співачка живе в Отвоцьку. Одружена з Яном Кшижановським, колишнім директором «Польської естради» і Театру на Таргувку (театр «Рампа»)).

## Найпопулярніші пісні Слави Пшибильської
- Siedzieliśmy na dachu — «Ми сиділи на даху»
- Ach panie panowie — «Ах, панове»
- Gdzie są kwiaty z tamtych lat? — «Де квіти з тих років?»
- Krakowska kwiaciarka — «Краківська квітникарка»
- Pamiętasz była jesień — «Пам'ятаєш, була осінь»
- Piosenka o okularnikach — «Пісенька про окулярників»
- Piosenka radiotelegrafistki — «Пісня радіотелеграфістки»
- Słodkie fiołki — «Солодкі фіалки»
- Widzisz mała — «Бачиш, крихітко»
- Tango bolero — «Танґо болеро»
- Ciao, ciao bambina — «Чао, чао, бамбіна»
- Gorąca noc — «Гаряча ніч»
- Tango notturno — «Танґо ноттурно»
- Patrzę na twoją fotografię — «Дивлюся на твій знімок»
- Pensylwania!!! — «Пенсильванія!!!»
- Na Francuskiej — «На Французькій»
- Przyjdzie dzień — «Настане день»
- Droga na Smoleńsk — «Дорога на Смоленськ»

## Дискографія
- 1962 — Sława Przybylska — «Слава Пшибильська»
- 1963 — Sława Przybylska 2 — «Слава Пшибильська — 2»
- 1966 — Ballady i piosenki — «Балади і пісеньки»
- 1966 — Ballady i piosenki cz. 2 — «Балади і пісеньки, частина 2»
- 1968 — Nie zakocham się — «Не закохаюся»
- 1970 — U brzegów Candle Rock — «Біля берегів Кандл-Року»
- 1972 — Sława Przybylska — «Слава Пшибильська»
- 1973 — Jak z dawnych lat — «Як із давніх літ»
- 1979 — Związek przyjacielski — «Дружній зв'язок»
- 1988 — Sława Przybylska śpiewa ulubione przeboje — «Слава Пшибильська співає улюблені хіти»
- 1992 — Rodzynki z migdałami — «Родзинки з мигдалем»
- 1992 — Minuty nadziei — «Хвилини надії»
- 1993 — Ałef-Bejs — Pieśni i piosenki żydowskie — «Алеф-Бейс — єврейські пісні та пісеньки»
- 2009 — 40 piosenek Sławy Przybylskiej — «40 пісеньок Слави Пшибильської»
- 2015 — Mój Okudżawa — «Мій Окуджава»

## Фільмографія

### В кадрі
- 1960 — Film NIEWINNI CZARODZIEJE, obsada aktorska (piosenkarka; nie występuje w czołówce) — фільм «Невинні чародії», другорядна роль співачки
- 1960 — Film ZEZOWATE SZCZĘŚCIE, obsada aktorska (piosenkarka; nie występuje w czołówce) — фільм «Зизооке щастя», другорядна роль співачки
- 1985 — Film NIE BÓJ SIĘ, śpiew, — фільм «Не бійся», спів

### Поза кадром
- 2001 — Film LISTY MIŁOSNE, piosenka ROZSTANIE — фільм «Любовні листи», виконання пісні «Розставання»
- 1996 — Film DZIEŃ WIELKIEJ RYBY, piosenka GALAPAGOS — фільм «День великої риби», виконання пісні «Галапагоські острови»
- 1960 — Film ZEZOWATE SZCZĘŚCIE, piosenka KRIEGSGEFANGENENPOST — фільм «Зизооке щастя», виконання пісні «Пошта військовополонених»
- 1960 — Film ROZSTANIE, hiosenka O WIECZORNYM GOŚCIU — фільм «Розставання», виконання пісні «Про вечірнього гостя»
- 1958 — Film POŻEGNANIA, piosenka: PAMIĘTASZ BYŁA JESIEŃ — фільм «Прощання», виконання пісні «Пам'ятаєш, була осінь»

## Записи пісень
- «Pamiętasz była jesień» у виконанні Слави Пшибильської
- «Gdzie są kwiaty z tamtych lat?» у виконанні Слави Пшибильської
- «Okularnicy» у виконанні Слави Пшибильської